# Lingadhalli, Devadurga
Lingadhalli là một làng thuộc tehsil Devadurga, huyện Raichur, bang Karnataka, Ấn Độ.